# 1928年のメジャーリーグベースボール
以下は、メジャーリーグベースボール（MLB）における1928年のできごとを記す。
1928年4月10日に開幕し10月9日に全日程を終え、ナショナルリーグはセントルイス・カージナルスが2年ぶりに2度目のリーグ優勝で、アメリカンリーグはニューヨーク・ヤンキースが3年連続で6度目のリーグ優勝を果たした。
ワールドシリーズはニューヨーク・ヤンキースが前年と同じく4勝0敗でセントルイス・カージナルスを破り3度目のシリーズ制覇となった。
1927年のメジャーリーグベースボール - 1928年のメジャーリーグベースボール - 1929年のメジャーリーグベースボール

## できごと
アメリカンリーグはニューヨーク・ヤンキースが101勝でリーグ優勝した。しかしチームは後半に故障者が続出し一時2位のチームに13ゲーム差あったのがアスレチックスの快進撃で逆転を許したが結局アスレチックスに2.5ゲーム差で逃げ切り、前年と違い圧倒的な優勝ではなかった。アスレチックスの投手レフティ・グローブは24勝を上げて奪三振183を記録し、翌年からのアスレチックスの快進撃につなげた。
ナショナルリーグはセントルイス・カージナルスが前年1927年にロジャース・ホーンスビーとニューヨーク・ジャイアンツのフランキー・フリッシュらと交換トレードをして、そのフリッシュは前年に打率.337・208安打・48盗塁を記録し、ホーンスビーの穴を埋める活躍をみせた。そして翌1928年にカージナルスは2年前のパイレーツ優勝監督のビル・マケシュニーを新監督に迎えて、フリッシュ、ボトムリー、モランビル、ヘイフィーらが活躍してジャイアンツとカブスとの熾烈な首位争いを繰り広げた結果、ジャイアンツに2ゲーム差で2度目のリーグ優勝を果たした。
そしてワールドシリーズは、大方の予想通り圧倒的に強いヤンキースがカージナルスに雪辱を果たし、カージナルスは1勝も出来ず敗退した。しかしヤンキースの黄金時代はひとまずここで終わった。
- ロジャース・ホーンスビー
  - ナショナルリーグのロジャース・ホーンスビーは前年ジャイアンツに移籍後、わずか1年でボストン・ブレーブスに移籍し、この年に打率 .387で7度目の首位打者を獲得した。そしてこれが最後の首位打者となった。
- ベーブ・ルース
  - ヤンキースのベーブ・ルースは8月初めに本塁打42本のペースで前年より速かったが、そこから踵の痛みに悩まされて結局54本で打点142に終わり、3年連続9度目の本塁打王と6度目の打点王となった。ルー・ゲーリッグも同じ打点142で2年連続打点王となり、首位打者はセネタースの グース・ゴスリンで打率.379であった。
- ジム・ボトムリー
  - カージナルスのジム・ボトムリーが打率.325・本塁打31本・打点136で本塁打王と打点王を獲得しナショナルリーグMVPを受賞した。そして二塁打42本・三塁打20本を記録して、メジャーリーグ史上2人目の「20-20-20」（シーズン20二塁打・20三塁打・20本塁打以上）を達成する活躍をみせた（1911年にシカゴ・カブスのフランク・シュルトが最初でその後現在までに7人しか達成していない）。
- ハック・ウィルソン
  - シカゴ・カブスのハック・ウィルソン はこの年に本塁打31本でジム・ボトムリーと本塁打王を分け合い、1926年から3年連続本塁打王となった。そして翌年は39本でタイトルは取れなかったが次の1930年に56本で本塁打王となり、「ナショナルリーグのベーブ・ルース」として注目される存在となった。しかしそのプレッシャーに耐えられず、飲酒に走り、その後の成績は急降下した。

### 最優秀選手の選考投票
この年のアメリカンリーグMVP(最優秀選手)は優勝チームではない2位アスレチックスのそれも無冠だった ミッキー・カクレーン が獲得した。この時期の最優秀選手は各チームから1名のみ投票権を持つ代表選手が選考投票して決めていた。しかし一度受賞した選手はこの年まで対象外であったため当該年に特に活躍した選手に贈られる賞ではなかった。前年ベーブ・ルースが打撃成績ではルー・ゲーリッグよりも上回っていたにもかかわらず、MVPに選ばれなかったのはそれ以前の1923年に受賞していたために選考の対象外であったためである。しかも必ずしも同一リーグの選手を選ぶ規定は無く、別のリーグの選手に投票することも可能であった。この翌年に受賞経験者も対象に入ることに変更すると、今度はロジャース・ホーンスビー(1925年に既に受賞している)にアメリカンリーグ側からも票が集まり、彼だけが受賞する事態になって、このMVP制度は翌年に終了した。

### 記録
- 10月9日、ワールドシリーズ第4戦でベーブ・ルースは1試合3本の本塁打を打った。ルースは2年前も1試合3本の本塁打を打っており、これがワールドシリーズ史上2回目の記録となった。そしてそれから実に49年後の1977年の第6戦で同じヤンキースのレジー・ジャクソンが3打席連続本塁打を打ったのがワールドシリーズ史上ルースに続く3回目の記録となった。

## 最終成績

### レギュラーシーズン
| 順 | チーム                           | 勝利 | 敗戦 | 勝率 | G差  |
| -- | -------------------------------- | ---- | ---- | ---- | ---- |
| 1  | ニューヨーク・ヤンキース         | 101  | 53   | .656 | --   |
| 2  | フィラデルフィア・アスレチックス | 98   | 55   | .641 | 2.5  |
| 3  | セントルイス・ブラウンズ         | 82   | 72   | .532 | 19.0 |
| 4  | ワシントン・セネタース           | 75   | 79   | .487 | 26.0 |
| 5  | シカゴ・ホワイトソックス         | 72   | 82   | .468 | 29.0 |
| 6  | デトロイト・タイガース           | 68   | 86   | .442 | 33.0 |
| 7  | クリーブランド・インディアンス   | 62   | 92   | .403 | 39.0 |
| 8  | ボストン・レッドソックス         | 57   | 96   | .373 | 43.5 |

| 順 | チーム                       | 勝利 | 敗戦 | 勝率 | G差  |
| -- | ---------------------------- | ---- | ---- | ---- | ---- |
| 1  | セントルイス・カージナルス   | 95   | 59   | .617 | --   |
| 2  | ニューヨーク・ジャイアンツ   | 93   | 61   | .604 | 2.0  |
| 3  | シカゴ・カブス               | 91   | 63   | .591 | 4.0  |
| 4  | ピッツバーグ・パイレーツ     | 85   | 67   | .559 | 9.0  |
| 5  | シンシナティ・レッズ         | 78   | 74   | .513 | 16.0 |
| 6  | ブルックリン・ロビンス       | 77   | 76   | .503 | 17.5 |
| 7  | ボストン・ブレーブス         | 50   | 103  | .327 | 44.5 |
| 8  | フィラデルフィア・フィリーズ | 43   | 109  | .283 | 51.0 |

### ワールドシリーズ
- ヤンキース 4 - 0 カージナルス

| 10/4 – | カージナルス | 1 | - | 4 |  | ヤンキース   |
| 10/5 – | カージナルス | 3 | - | 9 |  | ヤンキース   |
| 10/7 – | ヤンキース   | 7 | - | 3 |  | カージナルス |
| 10/9 – | ヤンキース   | 7 | - | 3 |  | カージナルス |

## 個人タイトル

### アメリカンリーグ
| 項目   | 選手                     | 記録 |
| ------ | ------------------------ | ---- |
| 打率   | グース・ゴスリン (WS1)   | .379 |
| 本塁打 | ベーブ・ルース (NYY)     | 54   |
| 打点   | ルー・ゲーリッグ (NYY)   | 142  |
| 打点   | ベーブ・ルース (NYY)     | 142  |
| 得点   | ベーブ・ルース (NYY)     | 163  |
| 安打   | ヘイニー・マナシュ (SLA) | 241  |
| 盗塁   | バディ・マイヤー (BOS)   | 30   |

| 項目   | 選手                           | 記録 |
| ------ | ------------------------------ | ---- |
| 勝利   | レフティ・グローブ (PHA)       | 24   |
| 勝利   | ジョージ・ピップグラス (NYY)   | 24   |
| 敗戦   | レッド・ラフィング (BOS)       | 25   |
| 防御率 | ガーランド・ブラクストン (WS1) | 2.51 |
| 奪三振 | レフティ・グローブ (PHA)       | 183  |
| 投球回 | ジョージ・ピップグラス (NYY)   | 300⅔ |
| セーブ | ウェイト・ホイト (NYY)         | 8    |

### ナショナルリーグ
| 項目   | 選手                           | 記録 |
| ------ | ------------------------------ | ---- |
| 打率   | ロジャース・ホーンスビー (BSN) | .387 |
| 本塁打 | ジム・ボトムリー (STL)         | 31   |
| 本塁打 | ハック・ウィルソン (CHC)       | 31   |
| 打点   | ジム・ボトムリー (STL)         | 136  |
| 得点   | ポール・ウェイナー (PIT)       | 142  |
| 安打   | フレディ・リンドストロム (NYG) | 231  |
| 盗塁   | カイカイ・カイラー (CHC)       | 37   |

| 項目   | 選手                       | 記録 |
| ------ | -------------------------- | ---- |
| 勝利   | ラリー・ベントン (NYG)     | 25   |
| 勝利   | バーリー・グライムス (PIT) | 25   |
| 敗戦   | エド・ブラント (BSN)       | 21   |
| 防御率 | ダジー・ヴァンス (BRO)     | 2.09 |
| 奪三振 | ダジー・ヴァンス (BRO)     | 200  |
| 投球回 | バーリー・グライムス (PIT) | 330⅔ |
| セーブ | ハル・ハイド (STL)         | 5    |
| セーブ | ビル・シャーデル (STL)     | 5    |

## 表彰
シーズンMVP
- ナショナルリーグ ： ジム・ボトムリー (STL)
- アメリカンリーグ ： ミッキー・カクレーン (PHA)